# Atlético de La Sabana
O Atlético de La Sabana foi um clube de futebol colombiano da cidade de Sincelejo, Sucre. Disputou a Categoría Primera B nas temporadas 2009 e 2010.

## História
A equipe foi fundada no final de 2008, devido à crise econômica que impediu a continuidade do Córdoba Fútbol Club. Portanto, os diretores encabeçados por Felix Barreneche, mudaram o registro do clube mudando seu nome para Sincelejo, sob o nome de Atlético de La Sabana.
Em sua primeira temporada do campeonato de promoção, no Torneio Final de 2009, ele alcançou a final depois de vencer o Grupo B das semifinais que perderam para o Atlético Bucaramanga por uma pontuação agregada de 3-2 (empate para um no cidade de Sincelejo, depois a vitória da equipe de leopardos por dois a um na cidade dos parques.